# Publio Calpurnio Macro
Publio Calpurnio Macro Caulio Rufo (en latín: Publius Calpurnius Macer Caulius Rufus) fue un senador romano que vivió a finales del siglo I y principios del siglo II, y desarrolló su cursus honorum bajo los reinados de Domiciano, Nerva, y Trajano. 

## Orígenes familiares
Se desconoce su relación la gens Calpurnia republicana; podría ser descendiente de un liberto de esa familia, o de un cliente que se inscribió como ciudadano con ayuda de alguno de sus miembros.

## Vida y carrera
Fue cónsul sufecto en el nundinium de noviembre-diciembre del año 103 junto a Sexto Subrio Dextro Cornelio Prisco.
Conocía a Plinio el Joven, quien lo llamaba "Calpurnio Macro", y sobreviven dos cartas que le escribió. Ambas son sobre asuntos triviales: una es una breve nota sobre la vida de Plinio cuando estaba en una sus fincas rurales, la otra trata sobre algunos chismes locales sobre el lago de Como. También se le menciona a Macro en una carta que el emperador Trajano le escribió a Plinio, que se incluye en las cartas recopiladas de Plinio: en respuesta a la propuesta de Plinio de drenar el lago Sofón (actual lago Sapanca), Trajano le indica que haga un estudio cuidadoso de la tierra, y sugiere que le pida a Calpurnio Macro recomendación sobre un topógrafo.
Dos fuentes: una de un diploma militar, la otra una inscripción de hallada en Troesmis, dan fe de que Calpurnio Macro fue gobernador de Moesia Inferior; por lo que es probable que fuera gobernador en el momento que fue escrita la carta que el emperador le envía a Plinio. Werner Eck fecha su mandato desde el año 110 hasta el 113, señalando que un gobernador aún no identificado sirvió entre Macro y Lucio Fabio Justo.